# حادثة بيتا
حادثة بيتا هي مواجهة وقعت بين مواطنين فلسطينيين من بلدة بيتا جنوب محافظة نابلس ومستوطنين إسرائيليين من مستوطنة آلون موريه في 6 أبريل 1988 ضمن الانتفاضة الفلسطينية الأولى، عندما هاجم مستوطنون إسرائيليون البلدة. استنفر الأهالي وتصدوا لهم، ونتج عن ذلك استشهاد ثلاثة مواطنين فلسطينيين وإصابة آخرين.

## الأسباب
انطلقت الانتفاضة الفلسطينية الأولى في 8 ديسمبر 1987 من جباليا، وسرعان ما انتشرت في الأراضي الفلسطينية كافة. كانت بيتا على مدار الساعة منطقة مواجهات ساخنة مع قوات الاحتلال الإسرائيلي.
في نهاية شهر يناير 1988، اقتحمت قوات الاحتلال الإسرائيلي بيتا، واعتقلت أكثر من 25 شابًا من البلدة ثم مارس عليهم الجنود سياسة تكسير العظام، التي أعلن عنها رئيس الوزراء الإسرائيلي إسحاق رابين في 21 يناير 1988.

## وصف الحادثة
وقعت الحادثة عندما قامت مجموعة من 16 مستوطنًا إسرائيليًا من مستوطنة آلون موريه الإسرائيلية، على بعد 10 كيلومترات هوائية شمال بلدة بيتا جنوب محافظة نابلس، بالمشي لمسافات طويلة ضمن رحلة جبلية خلال عطلة عيد الفصح برفقة مرشد وحارسين اثنين مسلحين ببنادق إم 16 هما: رومام الدوبي ومناحيم إيلان. توقفت المجموعة للاستراحة قبل مواصلة سيرها صوب البلدة.
انتشر الخبر في بيتا، وبدأت سماعات المساجد بتحذير السكان ودعوتهم للتجمهر لمواجهة المستوطنيين الإسرائيليين. حاصر السكان المحليون المستوطنيين الإسرائيليين لكنهم بدأوا بإطلاق النار بعشوائية. فاستشهد موسى صالح بني شمسة، وحاتم فايز أسعد. انتشرت الأخبار حيث وصلت مونت كارلو الدولية التي غطت الحدث. كما أصاب الرصاص الفتاة الإسرائيلية تيرزا بورات 15 عامًا.
استسلم المستوطنون وجرى اقتيادهم صوب مركز البلدة. أرسلت المستوطنات الخمس إلى منازل لبعض المواطنين وجرى تقديم الطعام والشراب لهن وفق رئيس الأركان الجنرال دان شومرون.
أرسل الجيش الإسرائيلي آليات عديدة من دبابات وجرافات برفقة أكثر من 800 جندي إلى البلدة. ووفقًا لوكالة الأنباء الفلسطينية "وفا" قتل الجيش الشاب عصام محمد داود، ونسف الاحتلال 13 بيتًا، واعتقل أكثر من 300 فلسطيني، وأبعد 6 شبان إلى لبنان ثم تونس ثم إلى الجزائر (لا يزال اثنان منهم في الخارج).
اُتهم السكان الفلسطينيون في بيتا بقتلهم الفتاة الإسرائيلية تيرزا بورات 15 عامًا، لكن التحقيقات الإسرائيلية أشارت إلى تعرضها عن طريق الخطأ لطلق ناري من المستوطن اليهودي المتدين رومام الدوبي من سلاح إم 16. تم تقديم رومام الدوبي للمحاكمة في إسرائيل، ولكن تم إسقاط التهم عنه.
بدأ مسعف في طاقم سي بي إس نيوز في الموقع علاج الإسرائيليين المصابين، الذين تم إجلاء بعضهم بواسطة سيارات الإسعاف التابعة لجمعية الهلال الأحمر الفلسطيني.
استمرت العملية العسكرية الإسرائيلية حتى 10 أبريل 1988.

## النتائج
استشهد ثلاثة فلسطينيين هم: موسى صالح بني شمسة، وحاتم فايز أسعد، وعصام عبد الحليم محمد سعيد. عانى العديد من السكان من إصابات بالغة نتيجة الأعيرة النارية.